# Morio Kita
Morio Kita (japonsky: 北 杜夫, Kita Morio; vlastním jménem Sókiči Saitó, 斎藤 宗吉, 1. května 1927, Tokio - 24. října 2011, tamtéž) byl japonský lékař, básník a prozaik.

## Život a dílo
Pocházel z velké a zámožné lékařské rodiny. Byl druhým synem básníka Mokiči Saitó, rovněž lékaře. Sám také vystudoval lékařskou fakultu univerzity v Sendai. Již za studií psal básně, poté, působil jako na neurologickém oddělení fakultní nemocnice Univerzity Keió a pak jako lékař v rodinné neurologické nemocnici v Tokiu. Od roku 1958 působil rok jako lodní lékař na výzkumné lodi japonského ústavu pro rybolov. Nakonec se rozhodl, že se bude zcela věnovat literatuře.
Stal se známým kratšími prózami a cestopisnými esejemi. Roku 1960 obdržel Akutagawovou cenu za prózu Joru to kori no sumi de (夜と霧の隅で, V koutě noci a mlhy), jejíž děj se odehrává v nacistickém Německu v ústavu pro choromyslné, odkud byli nevyléčitelně duševně choří posílání do plynových komor. Za jeho nejvýznamnější dílo, které získalo Kulturní cenu Mainiči, je považován třídílný román Nireke no hitobito (1962-1964, 楡家の人々, Lidé z rodu Nire). Jde o rozsáhlou románovou kroniku zachycující osudy více generací jedné lékařské rodiny a jejím prostřednictvím i celé japonské společnosti od začátku 19. století do konce 2. světové války. Velká cena japonské literatury mu byla udělena za dvojdílný román Kagajakeru aoki sora no šitade (1979-1984, 輝ける碧き空の下で, Pod zářícím azurovým nebem), pojednávající o osudech japonských vystěhovalců do Jižní Ameriky v druhé polovině 19. století.

## Česká vydání
- Lidé z rodu Nire, Svoboda, Praha 1988, přeložila Vlasta Winkelhöferová.